# Something for the Radio Vol. 25
Something For The Radio vol. 25 to kolejny album amerykańskiego rapera Big Mike’a i producenta Big Stress'a z serii "Something For The Radio". Na okładce można zobaczyć Fat Joe i Kanye Westa, a za nimi Lila Wayne’a i Snoop Dogga.

## Lista utworów
1. "Flashing Lights (Remix)" (Kanye West ft. R. Kelly)
2. "Sensual Seduction" (Snoop Dogg)
3. "Low" (Flo-Rida ft. T-Pain)
4. "Independant" (Webbie & Lil’ Boosie)
5. "The Boss" (Rick Ross ft. T-Pain)
6. "Dey Know" (Shawty Lo)
7. "Umma Do Me" (Rocko)
8. "Players Rock" (Hurricane Chris)
9. "Fly Like Me" (Chingy ft. Amerie)
10. "Secret" (Fat Joe ft. J Holiday)
11. "Lemme Get Em" (Soulja Boy)
12. "Yaw!" (Soulja Boy)
13. "Take You There" (Sean Kingston)
14. "Crying Out For Me (Remix)" (Mario ft. Lil Wayne)
15. "With You" (Chris Brown)
16. "Just Fine" (Mary J. Blige)
17. "Like You'll Never See Me Again" (Alicia Keys)
18. "Suffocate" (J Holiday)
19. "Falsetto" (The Dream)
20. "Too Late" (One Republic ft. Timbaland)
21. "Ching A Ling" (Missy Elliott)
22. "Give You The World" (The Dey)